# 오송회 사건
오송회 사건은 1982년 전라북도 군산제일고 전·현직 교사 9명을 경찰이 나서 이적단체 조직과 간첩행위 등으로 구속한 사건이다. 1980년대 전두환 정권 시절 벌어진 대표적인 용공조작사건이다.

## 사건 개요
1982년 11월 25일 전북도경은 군산제일고등학교 현직 교사 8명과 전직 교사 1명 등 9명을 ‘오송회(五松會)’라는 반국가단체를 구성한 혐의로 구속했다. 검찰은 공소장에서 이들의 모의 내용과 학생들을 교사(敎唆)한 발언을 열거했으며, 증거물로 월북시인 오장환(吳章煥)의 시집 「병든 서울」 필사본과 시인 김지하의 ‘오적’이 게재된 일본 잡지 ‘불귀’ 등을 제시했다.
검찰 공소장의 모의 내용은 “4ㆍ19 정신을 본받아 의로운 일이 무엇인가 생각해 보고 그것을 실천할 수 있는 사람이 되자”(이광웅) “일상에 연연하여 사회정의와 양심에 따르지 못하고 우물쭈물 살고 있는 내가 부끄럽다”(박정석) “약하고 용기 없이 살아왔다”(전성원) “한 일도 없고, 하고싶은 일도 못하고 살아온 비겁한 삶이었다”(황윤태) “살아남을 권리도 없는 비겁한놈이었다”(이옥렬)는 말을 하며 반국가단체를 만들었다는 내용이었고 학생 교사(敎唆)발언은 “부산 미문화원 방화 사건은 그 목적이 미국에 경종을울리기 위한 것일 뿐 공산주의자들의 행동이 아니다”,“농민들이 저곡가에 시달린다”,“북한에도 지하철이 있다”,“빈익빈 부익부야말로 우리나라의 구조적 문제다”,“월남과 자유중국의 패망은 그 정권의 비민주성과 부정부패 때문이었다”,“너희들도 앞으로 현실을 똑바로 볼 줄 아는사람이 돼야 한다”면서 북한을 찬양ㆍ동조했다는 내용이었다.
이광웅은 짐을 정리하다 어렸을 때 월북시인 오장환의 시집‘병든 서울’을 베껴두었던 노트를 우연히 찾았고 그것을 동료 교사인 박정석이 복사해 가지고 있었다. 한 제자가 복사본을 박정석에게서 빌려 갖고 다니다 버스에 두고 내렸는데 이것을 입수한 경찰은 전북대 철학과 모 교수에게 자문을 구했다. 교수는 ‘인민의 이름으로 씩씩한 새 나라를 세우려’ 등의 구절을 지적하며, 지식인 고정간첩이 복사해 뿌린 것 같다고 진단했다.
경찰은 내사를 시작했고 이광웅, 박정석, 전성원, 황윤태, 이옥렬 등 군산제일고 교사 5명이 ‘5ㆍ18 위령제’를 갖고 평소 자주 모여 ‘정부 비판’ 발언을 했음을 알았다. 이들은 평소 뜻이 맞는 교사들끼리 독서모임을 가지고 있었는데 막걸리를 사들고 학교 뒷산에 올라 4·19 혁명과 5·18 광주민주화운동 희생자의 추모의식을 가지고 시국토론을 한 것이 전부였다.
경찰은 이러한 일들을 엮어 ‘군산제일고 교사 고정간첩단’으로 몰기 위한 계획을 만들었다. 5명이 소나무 숲에서 모였다며 ‘오송회’란 이름을 지어냈다. 한때 군산제일고 교사로 있으면서 이들과 친분이 있었던 당시 한국방송(KBS) 남원방송총국 부장이던 조성용을 ‘간첩단의 수괴’로 지목했다. 조성용은 이 때 영문도 모르고 끌려와 피고인이 되었다. 북한과의 연결고리로는‘최후의 5ㆍ18 수배자’로 불렸던 윤한봉을 지목했다.
경찰은 ‘김일성-윤한봉-이광웅-오송회’의 계보도를 만들어 놓고 교사들을 영장도 없이 구금했다. 1982년 11월 2일 전주 대공분실 지하실로 끌려가 고문기술자 신갑생으로부터 40여일간 온몸을 묶고 엄지손가락에 전류를 통과시키는 ‘써니텐 고문’, 몸을 철봉에 매다는 ‘통닭구이 고문’, 얼굴에 먹다 남은 짬뽕국물을 붓는 고문 등 가혹행위를 당했다. 밥을 굶기고 잠을 재우지 않은 상태에서 수차례 폭행하며 경찰이 제시한 ‘계보도’와 ‘역할분담표’대로 허위자백을 하도록 강요하고 협박했다. 채규구 등 다른 동료 교사들은 동조 혹은 불고지 죄목으로 구속되었다. 검찰 조사 때도 고문한 경찰들이 바로 뒤에 앉아 시인을 강요했고 진술 내용이 조금이라도 어긋나면 다시 지하실로 끌려갔다. 이들 교사들은 “처음에는 살려달라고 애원했으나 나중에는 차라리 죽여 달라고 매달렸다”고 말했다.
경찰은 윤한봉과의 관계를 끝까지 캐물었다. 학생운동 배후자로 지목되 수배중이던 윤한봉은 광주민주화운동 직전인 5월 17일 광주를 벗어나 서울에서 도피생활을 하던 중 이광웅의 매제 집에 숨어 지냈던 적이 있었다. 여름방학을 맞아 여동생 집에 들렀던 이광웅이 윤한봉을 만난 적이 있었는데 경찰은 이것을 가지고 오송회가 윤한봉의 지시를 받았다는 자백을 하도록 강요했다. 윤한봉은 이미 1981년 4월 29일 경남 마산에서 화물선으로 밀항해 6월 4일 미국 워싱턴주에 도착했으며 에드워드 케네디 상원의원 등의 도움을 얻어정치적 망명 허가를 받은 상황이었다. 사건 진행 중에 이 같은 사실이 알려지자 군산의 교사들이 미국에 망명해 있는 윤한봉의 지휘를 받게 되었다는 식으로 내용이 맞지 않게 되자 경찰은 스스로 ‘계보도’의 아귀가 맞지 않는 부분을 수정하기도 했다.
피해자들은 법정에서 고문당했다고 밝혔으나 1심에서 이보환 재판장은 9명의 피고인 중 이광웅(징역4년), 박정석(징역3년), 전성원(징역1년) 3명이 실형을 선고받고 6명은 선고유예로 석방되었다. 석방된 교사들은 선고유예도 인정할 수 없다며 항소했다. 광주고법의 이재화 부장판사가 재판장을 맡은 항소심은 "이광웅 등 피고인 9명은 우리 사회에서 차지하는 위치와 직책이 매우 중요함에도 불구하고 북을 찬양하는 불온 서클인 오송회를 조직하고 동료 교사들과 제자 등에게 공산주의를 찬양하는 등의 행위를 한 것은 도저히용납할 수 없다"며“대학 교육을 마치고 교사로 재직하는 이들이 공산주의 사회를 동경하며 잘못을 뉘우치는 기색 없이 변명만 한다”며 이광웅(징역7년) 등 3명의 형량을 대폭 늘리고 선고유예로 석방되었던 6명도 징역 2년6개월~1년씩 선고하여 모두 법정구속했다. 1983년 12월 대법원도 고법의 형을 그대로 확정했다.

### 피해자
- 이광웅(李光雄) - 1992년, 53세로 사망.
- 박정석(朴正石)
- 전성원(田成源)
- 황윤태(黃潤泰)
- 이옥렬(李鈺烈)
- 채규구(蔡奎求)
- 엄택수(嚴澤洙)
- 강상기(姜庠基)
- 조성용(趙成湧)

## 명예 회복
사건 발생후 26년이 지난 2008년 11월 25일 광주고등법원은 오송회 사건에 대한 재심에서 관련자들 전원 무죄를 선고했다.
사건 피해자 및 가족들은 국가를 상대로 손해배상 청구소송을 냈고 대법원은 150억여원의 배상액을 확정했다.